# 昂西涅
昂西涅（法語：Ensigné，法語發音：[ɑ̃siɲe]）是法国德塞夫勒省的一个市镇，属于尼奥尔区。

## 地理
昂西涅（46°5'16"N, 0°14'39"W）面积20.3 平方千米，位于法国新阿基坦大区德塞夫勒省，该省份为法国西部内陆省份，北起曼恩-卢瓦尔省，西接旺代省，南至夏朗德省和滨海夏朗德省，东临维埃纳省。
与昂西涅接壤的市镇（或旧市镇、城区）包括：布雷杜瓦尔河畔圣芒代、拉维勒迪约、普瓦图地区阿涅尔、瑞耶、维勒福莱。

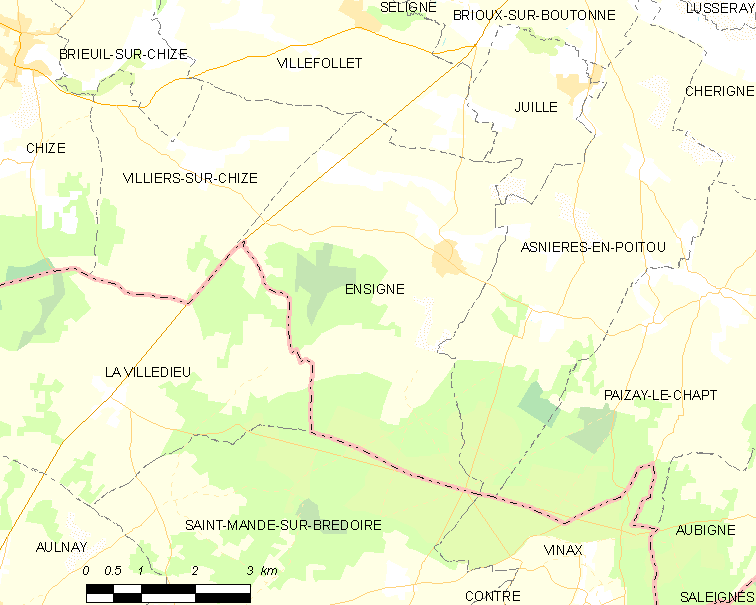
昂西涅的OSM定位图

昂西涅的时区为UTC+01:00、UTC+02:00（夏令时）。

## 行政
昂西涅的邮政编码为79170，INSEE市镇编码为79111。

## 政治
昂西涅所属的省级选区为米尼翁-布托讷县。

## 人口

1962-2008年间昂西涅人口变化图示

昂西涅于2022年1月1日时的人口数量为288人。